# Казанская государственная медицинская академия
Каза́нская госуда́рственная медици́нская акаде́мия — образовательный филиал Российской медицинской академии непрерывного профессионального образования Минздрава России с 2016 года, а до того самостоятельный вуз.

## История
22 апреля 1920 года на заседании Казанского губернского исполнительного комитета, посвященного 50-летию Ленина В. И., было учреждено высшее лечебно-учебное заведение — «Казанский клинический институт им. В.И. Ленина».
В 1923 г. Казанский клинический институт был включён в число научных учреждений Наркомздрава РСФСР.
В 1925 г. институт был переименован в Государственный институт для усовершенствования врачей имени В. И. Ленина (ГИДУВ).
В 1995 году ГИДУВ был преобразован в академию. С 2003 года — Казанская государственная медицинская академия Минздрава РФ.
Первым ректором учреждения был профессор Роман Альбертович Лурия. С 1980 по 2007 год обязанности ректора исполнял Марс Константинович Михайлов. C 2007 по 2015 год должность ректора академии исполнял Камиль Шагарович Зыятдинов. В 2015 году на должность ректора назначен Рустем Шамильевич Хасанов.

## Общие сведения
Библиотека академии имеет около 350 тысяч единиц хранения.
В 2010 году образован Центр науки и подготовки научно-педагогических кадров.
С 2011 года в академии открыта поликлиника.
В 2012 году был открыт музей истории.
Функционируют 2 диссертационных совета.
Академия является соучредителем 4 журналов, включенных ВАК России в список изданий, рекомендуемых для опубликования основных научных результатов: «Неврологический вестник им. В. М. Бехтерева», «Практическая медицина», «Общественное здоровье и здравоохранение».
В 2014 году академия вошла в перечень учреждений, привлекаемых Минздравом России к проведению научной экспертизы и формированию перечней лекарственных препаратов.
В том же году приказом Росздравнадзора академия включена в Перечень организаций, проводящих клинические испытания медицинских изделий.

## Структура университета
Терапевтический факультет:
- Кафедра аллергологии и иммунологии
- Кафедра дерматовенерологии и косметологии
- Кафедра детской неврологии
- Кафедра клинической фармакологии и фармакотерапии
- Кафедра неврологии
- Кафедра педиатрии и неонатологии
- Кафедра психотерапии и наркологии
- Кафедра психиатрии и судебно-психиатрической экспертизы
- Кафедра реабилитологии и спортивной медицины
- Кафедра госпитальной и поликлинической терапии
- Кафедра терапии, гериатрии и семейной медицины
- Кафедра функциональной диагностики
- Кафедра эндокринологии

Хирургический факультет:
- Кафедра акушерства и гинекологии
- Кафедра анестезиологии - реаниматологии и трансфузиологии
- Кафедра кардиологии, рентгенэндоваскулярной и сердечно-сосудистой хирургии
- Кафедра лучевой диагностики
- Кафедра онкологии радиологии и паллиативной медицины
- Кафедра ортопедической стоматологии и стоматологии общей практики
- Кафедра оториноларингологии
- Кафедра офтальмологии
- Кафедра пластической хирургии
- Кафедра терапевтической, детской стоматологии и ортодонтии
- Кафедра травматологии и ортопедии
- Кафедра ультразвуковой диагностики
- Кафедра урологии и нефрологии
- Кафедра хирургии
- Кафедра челюстно-лицевой хирургии и хирургической стоматологии
- Кафедра эндоскопии, общей и эндоскопической хирургии

Медико-профилактический факультет:
- Кафедра инфекционных болезней
- Кафедра клинической лабораторной диагностики
- Кафедра микробиологии
- Кафедра общей гигиены
- Кафедра общественного здоровья, экономики и управления здравоохранением
- Кафедра скорой медицинской помощи, медицины катастроф и мобилизационной подготовки специалистов здравоохранения
- Кафедра фтизиатрии и пульмонологии
- Кафедра эпидемиологии и дезинфектологии